# (2282) Andrés Bello
(2282) Andrés Bello – planetoida z pasa głównego okrążająca Słońce w ciągu 3 lat i 99 dni w średniej odległości 2,2 au. Została odkryta 22 marca 1974 roku w Cerro El Roble Astronomical Station w Santiago przez Carlosa Torresa. 
Nazwa planetoidy pochodzi od Andrésa Bella (1781–1865), wenezuelskiego intelektualisty i działacza, który zajmował się uruchomieniem Observatorio Astronomico Nacional w Santiago. Została nadana w 1981 roku z okazji dwusetnej rocznicy jego urodzin. Przed nadaniem nazwy planetoida nosiła oznaczenie tymczasowe (2282) 1974 FE.